# Short track ai VII Giochi asiatici invernali - 1000 metri maschili
La specialità dei 1000 metri maschili di short track dei VII Giochi asiatici invernali si è svolta il 2 febbraio 2011 al Velodromo Saryarka di Astana, in Kazakistan.

## Risultati

### Batterie

#### Gruppo 1
| Class | Atleti                    | Tempo    | Note |
| ----- | ------------------------- | -------- | ---- |
| 1     | Han Jialiang (CHN)        | 1:31.731 | Q    |
| 2     | Artur Sultangaliyev (KAZ) | 1:33.467 | Q    |
| 3     | Yang Shun-fan (TPE)       | 1:33.825 |      |

#### Gruppo 2
| Class | Atleti              | Tempo    | Note |
| ----- | ------------------- | -------- | ---- |
| 1     | Song Weilong (CHN)  | 1:27.741 | Q    |
| 2     | Yuzo Takamido (JPN) | 1:27.756 | Q    |
| 3     | Um Cheon-ho (KOR)   | 1:27.870 |      |

#### Gruppo 3
| Class | Atleti                       | Tempo    | Note |
| ----- | ---------------------------- | -------- | ---- |
| 1     | Daisuke Uemura (JPN)         | 1:30.112 | Q    |
| 2     | Nurbergen Zhumagaziyev (KAZ) | 1:31.638 | Q    |
| 3     | Wang Yang-chun (TPE)         | 1:32.871 |      |
| 4     | Lucas Ng (SIN)               | 1:40.220 |      |

#### Gruppo 4
| Class | Atleti                       | Tempo    | Note |
| ----- | ---------------------------- | -------- | ---- |
| 1     | Sung Si-bak (KOR)            | 1:38.890 | Q    |
| 2     | Barton Lui (HKG)             | 1:39.964 | Q    |
| 3     | Ganbatyn Mönkh-Amidral (MGL) | 1:41.121 |      |

### Semifinali

#### Gruppo 1
| Class | Atleti                       | Tempo    | Note |
| ----- | ---------------------------- | -------- | ---- |
| 1     | Han Jialiang (CHN)           | 1:30.838 | QA   |
| 2     | Daisuke Uemura (JPN)         | 1:31.143 | QA   |
| 3     | Nurbergen Zhumagaziyev (KAZ) | 1:31.563 | QB   |
| 4     | Barton Lui (HKG)             | 1:31.992 | QB   |

#### Gruppo 2
| Class | Atleti                    | Tempo    | Note |
| ----- | ------------------------- | -------- | ---- |
| 1     | Sung Si-bak (KOR)         | 1:27.368 | QA   |
| 2     | Song Weilong (CHN)        | 1:27.544 | QA   |
| 3     | Yuzo Takamido (JPN)       | 1:27.811 | QB   |
| 4     | Artur Sultangaliyev (KAZ) | 1:31.223 | QB   |

### Finali

#### Finale B
| Class | Atleti                       | Tempo    |
| ----- | ---------------------------- | -------- |
| 1     | Yuzo Takamido (JPN)          | 1:36.834 |
| 2     | Artur Sultangaliyev (KAZ)    | 1:37.270 |
| 3     | Barton Lui (HKG)             | 1:37.448 |
| 4     | Nurbergen Zhumagaziyev (KAZ) | 1:38.033 |

#### Finale A
| Class   | Atleti               | Tempo    |
| ------- | -------------------- | -------- |
| Oro     | Song Weilong (CHN)   | 1:29.353 |
| Argento | Daisuke Uemura (JPN) | 2:00.916 |
| Bronzo  | Sung Si-bak (KOR)    | 2:41.236 |
| —       | Han Jialiang (CHN)   | PEN      |